# Gary Collins
Gary Ennis Collins (ur. 30 kwietnia 1938 w Venice, zm. 13 października 2012 w Biloxi) – amerykański aktor. 
18 września 1985 otrzymał własną gwiazdę w Alei Gwiazd w Los Angeles znajdującą się przy 6922 Hollywood Boulevard.

## Filmografia

### Filmy
- 1962: Gołąb, który ocalił Rzym jako major Wolff
- 1962: King Kong kontra Godzilla jako Podwodniak
- 1962: Najdłuższy dzień jako  oficer brygady
- 1970: Port lotniczy jako Cy Jordan

### Seriale
- 1968: Ironside jako kpt. David Larkin
- 1969: Ironside jako Clint Atkins
- 1973: Barnaby Jones jako Vince Bradford
- 1974: Elza z afrykańskiego buszu jako George Adamson
- 1977: Korzenie jako Grill
- 1978: Aniołki Charliego jako Victor Buckley
- 1978: Sierżant Anderson jako Page Westmore
- 1978: Statek miłości jako Ken Davis / Pan Diller
- 1979: Aniołki Charliego jako prof. James Fairgate
- 1992: Szpital miejski jako Gary Collins
- 1997: JAG: Wojskowe Biuro Śledcze jako Richard Lowell
- 1998: Przyjaciele jako Gary Collins
- 2000: Żar młodości jako Harry Curtis
- 2000: Tak, kochanie jako David
- 2009: Seks, kasa i kłopoty jako Bob Kerry